# Isanthrene echemon
Isanthrene echemon är en fjärilsart som beskrevs av Druce 1884. Isanthrene echemon ingår i släktet Isanthrene och familjen björnspinnare. Inga underarter finns listade i Catalogue of Life.